# 布朗斯 (密蘇里州布恩縣)
布朗斯（英語：Browns），又名布朗斯斯泰申（Brown's Station），是位於美國密蘇里州布恩縣的非建制地區。

## 歷史
布朗斯的郵局於1875年設立，其後於1957年停運。

## 地理
布朗斯所處的海拔為高於海平面280米（即919英呎），而該地所採用的時區為UTC-6，即北美中部時區（CST）。同時該地設有夏令時間，為UTC-6調快一小時，即UTC-5（CDT）。